# Dicentria centralis
Dicentria centralis är en fjärilsart som beskrevs av Herrich-Schäffer 1855. Dicentria centralis ingår i släktet Dicentria och familjen tandspinnare. Inga underarter finns listade i Catalogue of Life.